# Sicherheitsvertrauensperson
Die Sicherheitsvertrauensperson (SVP) nach österreichischem ArbeitnehmerInnenschutzgesetz (ASchG) ist ein Arbeitnehmer, der eine besondere Funktion in Bezug auf Arbeitsschutz, Gesundheitsschutz und Unfallverhütung in einem Betrieb ausübt.
Es wird von der SVP die Funktion des Arbeitnehmervertreters ausgeübt sowie die Agenden der Information und Unterstützung von Arbeitnehmern in Fällen der Sicherheit und des Gesundheitsschutzes. Dazu gehören regelmäßige Rundgänge durch den Betrieb, um eventuelle Sicherheitsmängel (herumliegende Teile, nicht abgerollte Kabeltrommeln, mangelnde Sicherheitsausrüstung am Personal) aufzuzeigen und für deren Beseitigung zu sorgen.
Bei mehr als 10 Arbeitnehmern sind SVP vorgesehen. Dieser Person muss die Gelegenheit gegeben werden, die fachlichen Kenntnisse in Form einer 24-stündigen Ausbildung zu erwerben.
| Anzahl Arbeitnehmer | Anzahl Arbeitnehmer | Anzahl SVP |
| von                 | bis                 |            |
| ------------------- | ------------------- | ---------- |
| 11                  | 50                  | 1          |
| 51                  | 100                 | 2          |
| 101                 | 300                 | 3          |
| 301                 | 500                 | 4          |
| 501                 | 700                 | 5          |
| 701                 | 900                 | 6          |
| 901                 | 1400                | 7          |
| …                   | …                   | .          |

Die Bestellung erfolgt auf 4 Jahre. 8 Wochen bevor diese Frist ausläuft muss der Nachfolger bestellt und der Name dem Arbeitsinspektorat mitgeteilt werden.
Die Funktion der Sicherheitsvertrauensperson erlischt:
- wenn der/die Bedienstete die Funktion zurücklegt.
- wenn der/die SVP auf eine Dienststelle außerhalb ihres Wirkungsbereiches versetzt wird.
- das Dienstverhältnis der SVP beendet wird.
- wenn die SVP mehr als 8 Wochen lang an der Ausübung seiner/ihrer Tätigkeit verhindert ist.